# Aiii Shot the DJ
Aiii Shot the DJ (Zastřelil jsem DJe) je píseň německé skupiny Scooter z alba We Bring the Noise! z roku 2001. Jako singl vyšla píseň v roce 2001. Na videoklipu spolupracovali Scooter s komikem Helgem Schneiderem. Ten hraje DJe, který byl zasažen korkovým špuntem ze šampaňského a musí být dopraven okolo letoviska u Baltského moře. Videoklip je součástí singlu. HPV je zpíváno Rickem J. Jordanem

## Seznam skladeb
1. Aiii Shot The DJ (Radio Edit) - (3:31)
2. Aiii Shot The DJ (Extended) - (4:54)
3. Aiii Shot The DJ (Bite The Bullet Mix) - (6:36)

## Umístění ve světě
| Hitparáda | Umístění |
| --------- | -------- |
| Švýcarsko | 98       |
| Rakousko  | 22       |
| Finsko    | 16       |
| Švédsko   | 37       |